# الكسندر فيتر
الكسندر فيتر (بالإنجليزية: Alexander Fetter)‏ هو فيزيائي أمريكي، ولد في 1937.